# Thrigmopoeus insignis
Thrigmopoeus insignis là một loài nhện thuộc chi Thrigmopoeus trong họ Theraphosidae. Chúng được Mary Agard Pocock miêu tả năm 1899.
Loài nhện này sinh sống ở Karnataka (Ấn Độ) và có phân phối phân tán. Xu hướng dân số đang giảm. Loài này là trên sách đỏ IUCN là loài dễ bị tổn thương.